# Droga krajowa 27
Die Droga krajowa 27 (kurz DK27, pol. für ,Nationalstraße 27‘ bzw. ,Landesstraße 27‘) ist eine Landesstraße in Polen. Sie führt von der deutsch-polnischen Grenze bei Przewóz in nördlicher Richtung über Żary und Nowogród Bobrzański bis Zielona Góra und stellt eine Verbindung zwischen den Landesstraßen 12 und 32 und der deutschen Grenze her. Dabei kreuzt die Straße in der Gmina Żary die Autobahn A18. Die Gesamtlänge beträgt 68,4 km.

## Geschichte
Die Straße bildete bis 1945 auf dem Abschnitt von Nowogród Bobrzański (Naumburg am Bober) bis nach Zielona Góra (Grünberg) einen Teil der deutschen Reichsstraße 157.
Nach der Neuordnung des polnischen Straßennetzes 1985 wurde dem heutigen Straßenverlauf die Landesstraße 284 zugeordnet. Mit der Reform der Nummerierung vom 9. Mai 2001 erfolgte die Umwidmung zur neuen Landesstraße 27.

## Wichtige Ortschaften entlang der Strecke
- Przewóz
- Żary
- Nowogród Bobrzański
- Świdnica
- Zielona Góra